# جيني فرانسون
جيني فرانسون (بالسويدية: Jenny Fransson)‏ (و. 1987  م) هي مصارعة الهواة سويدية، ولدت في كارلستاد، شاركت في الألعاب الأولمبية الصيفية 2012، والألعاب الأولمبية الصيفية 2008، والمصارعة في الألعاب الأولمبية الصيفية 2016.

## روابط خارجية
- جيني فرانسون على موقع قاعدة بيانات المصارعة الدولية (الإنجليزية)
- جيني فرانسون على موقع اللجنة الأولمبية الدولية (الإنجليزية)
- جيني فرانسون على موقع أوليمبيديا (الإنجليزية)
- جيني فرانسون على موقع اللجنة الأولمبية السويدية (السويدية)